# 11-я пехотная дивизия (Болгария)
11-я пехотная дивизия (болг. Единадесета пехотна дивизия) — воинское формирование вооружённых сил Болгарии, участвовавшее в Первой и Второй Балканских войнах.

## История
Сформирована в Свиленграде 13 октября 1912 согласно телеграмме штаба действующей армии как 11-я пехотная сводная дивизия. В состав дивизии вошли четыре дружины ополчения: 1-я, 6-я, 25-я и 26-я. Также были добавлены двенадцать дружин резерва: 3-я, 11-я, 12-я, 15-я, 23-я, 25-я, 27-я, 29-я, 30-я, 32-я, 35-я и 36-я. Дивизия несла службу в составе 2-й армии. Позднее дружины были переформированы в две пехотные бригады: в первую вошли 55-й и 56-й пехотные полки, во вторую 57-й и 58-й пехотные полки.
В Первой Балканской войне дивизией командовал генерал-майор Вулко Велчев, начальником штаба был Иван Волков. Дивизия участвовала в осаде Одрина. По ходу войны командование сменило Велчева на полковника Васила Делова. Дивизия также числилась в армии во время Второй балканской войны, 25 августа 1913 она была расформирована.
Правопреемницей той дивизии стала 11-я Македонская пехотная дивизия, участвовавшая в Первой мировой войне. Повторно 11-я пехотная дивизия была сформирована в 1944 году, участвовала вместе с советскими войсками в войне против Германии. Командовал дивизией Ангел Доцев.